# Bornem
Bornem (cách viết cũ: Bornhem) là một đô thị ở tỉnh Antwerp. Đô thị này gồm các thị trấn Bornem proper, Hingene, Mariekerke và Weert. Tại thời điểm ngày 1 tháng 1 năm 2006, Bornem có dân số 20.064 người. Tổng diện tích là 45,76 km² với mật độ dân số là 438 người trên mỗi km².

## Nhân vật địa phương nổi bật
- Jan Hammenecker (Mariekerke, 2/10/1878-Westrode, 13/6/1932), nhà văn
- Marc Van Ranst (sinh ở Bornem, 20/6/1965), nhà virus học